# フィーンギンの夜番
「フィーンギンの夜番」 (Airne Fingein) は歴史物語群に分類されるアイルランドの伝承。伝説上の王である百戦のコンの誕生に纏わる予言を取り扱う。14世紀から15世紀に書かれた四つの写本に現存するが、成立は9世紀と考えられている。

## あらすじ
小国の王フィーンギン・マク・ルフタはサウィンに夜番をしていた。
毎年サウィンには妖精塚から女妖精のロトニアウが訪れて、次の年のサウィンまでに起きる出来事を予言していたのである。
果たして、今年もロトニアウはやってきて、今晩フェドリミド王が授かる男子が将来アイルランドを統一し、以後その王朝が53代にわたって続くであろうことを始めとした多くの予言を授けた。
予言を受けたフィーンギンは大いに落胆して、自らの国を出奔して隠遁した。フィーンギンはアイルランドの中でただ一人、予言された王である百戦のコンに従わぬ人物となっていたが、後に彼に50年間仕えて17の戦で勝利を収め、その後に戦死した。